# カリトリ
カリトリ（伊: Calitri）は、イタリア共和国カンパニア州アヴェッリーノ県にある、人口約4,600人の基礎自治体（コムーネ）。

## 地理

### 位置・広がり

#### 隣接コムーネ
隣接するコムーネは以下の通り。括弧内のPZはポテンツァ県所属を示す。
- アンドレッタ
- アクイローニア
- アテッラ (PZ)
- ビザッチャ
- カイラーノ
- ペスコパガーノ (PZ)
- ラポーネ (PZ)
- リオネーロ・イン・ヴルトゥーレ (PZ)
- ルーヴォ・デル・モンテ (PZ)